# Гринцер, Илья Моисеевич
Илья Моисеевич (Мойше-Меерович) Гринцер (11 сентября 1879, Одесса, Херсонская губерния — 1942, СССР) — российский и советский педагог-методист, автор ряда учебных методических работ по литературе и арифметике.

## Биография
Родился 11 сентября (по старому стилю) 1879 года в семье Мойше-Меера Исеровича Гринцера и его жены Хоны — из хорошо известной в Одессе династии Гринцер. Её выходцы достигли значительных успехов на государственной службе, благодаря своим талантам и большому усердию. Учёный посвятил свою жизнь изучению русской литературы и математической науки. На протяжении почти двух десятилетий издавал в Одессе серию «Классная библиотека И. М. Гринцера», в которой выходили как его собственные учебные пособия, так и труды других одесских педагогов. Эта серия выпускалась книгоиздательством «Наука» И. М. Гринцера.
Проживал по адресу: улица Малая Арнаутская, 9.

## Семья
- Брат — Яков Моисеевич Гринцер (Янкель-Иосиф Мойше-Меерович, Яков-Иосиф Моисеевич Гринцер; 1865—?), социал-демократ, заместитель заведующего отделом экономики промышленности в ВСНХ РСФСР, подвергался арестам, дед филолога П. А. Гринцера. Другие братья — Давид Моисеевич Гринцер (1870—1936), бухгалтер (его сын — Моисей Давидович Гринцер, 1904—1991, экономист и мемуарист); Абрам Моисеевич Гринцер (1875—1930), владелец хлебной конторы; Даниэль Мойше-Исерович Гринцер (1877—?); Григорий Моисеевич Гринцер (1881—1945), кадровый офицер Русской Императорской армии, участник Русско-японской и Первой Мировой войны[9][10][11][12][13].
- Дядя — ветеринарный-врач Сергей Григорьевич Гринцер (его дети — военспец Г. С. Гринцер и педагог Н. С. Попова).
- Внук — доктор физико-математических наук Леонид Самойлович Марочник.

## Труды
- Новейшие программы и правила высших начальных училищ (бывш. городских по Положению 1872 г.): С прил. закона и положения о высш. нач. уч-щах 25 июня 1912 г. и со всеми послед. доп. и разъяснениями / Сост. И. М. Гринцер. — 2-е изд. — Одесса: «Наука» И. М. Гринцера, 1917. — 64 с.
- Новейшие программы и правила испытаний лиц, желающих поступить в военную службу вольноопределяющимися 1-го и 2-го разряда : (Со всеми послед. доп. и разъяснениями) / Сост. И. М. Гринцер. — Одесса: «Наука» И. М. Гринцера, 1916. — 47 с.; 23.
- «Борис Годунов». — Одесса: Наука, 1914. — 59 с.; 18. — (Классная библиотека И. М. Гринцера : Подлин. тесты, крат. содерж., разборы избр. памятников рус. словесности, характеристики действ. лиц, образцовые соч., пл., темы, вопросы для уст. и письм. ответов, сведения из теории словесности, темы ученич. соч.).
- Былины о старших богатырях. — Одесса: Наука, 1914. — 32 с.; 18. -
- Былины о младших богатырях; Новгородские былины. — Одесса : Наука, 1914. — 64 с.; 18.
- «Война и мир». — Одесса: Наука, 1914. — 80 с.; 18. — (Подлин. тексты, крат. содерж., разборы избр. памятников рус. словесности, характеристики действ. лиц, образцовые соч., пл., темы, вопросы для уст. и письм. ответов, сведения из теории словесности, темы ученич. соч.).
- «Герой нашего времени». — Одесса: Наука, 1914. — 55 с.; 18. — (Подлин. тексты, крат. содерж., разборы избр. памятников рус. словесности, характеристики действ. лиц, образцовые соч., пл., темы, вопросы для уст. и письм. ответов, сведения из теории словесности, темы ученич. соч.)
- «Гроза». — Одесса: Наука, 1914. — 43 с.; 18. — (Подлин. тексты, крат. содерж., разборы избр. памятников рус. словесности, характеристики действ. лиц, образцовые соч., пл., темы, вопросы для уст. и письм. ответов, сведения из теории словесности, темы ученич. соч.).
- «Дворянское гнездо». — Одесса : Наука, 1914. — 53 с.; 18. — (Подлин. тексты, крат. содерж., разборы избр. памятников рус. словесности, характеристики действ. лиц, образцовые соч., пл., темы, вопросы для уст. и письм. ответов, сведения из теории словесности, темы ученич. соч.).
- «Домострой»; Царь Иоанн Грозный и князь Курбский. — Одесса: Наука, [1914]. — 46 с.; 18. — (Подлин. тексты, крат. содерж., разборы избр. памятников рус. словесности, характеристики действ. лиц, образцовые соч., пл., темы, вопросы для уст. и письм. ответов, сведения из теории словесности, темы ученич. соч.).
- «Евгений Онегин». — Одесса: Наука, 1914. — 46 с.; 18. — (Подлин. тексты, крат. содерж., разборы набр. памятников рус. словесности, характеристики действ. лиц, образцовые соч., пл., темы, вопросы для уст. и письм. ответов, сведения из теории словесности, темы учения, соч.).
- «Кавказский пленник»; «Бахчисарайский фонтан»; «Цыганы»; Байрон и Пушкин. — Одесса: Наука, 1914. — 43 с.; 18. — (Подлин. тексты, крат. содерж., разборы избр. памятников рус. словесности, характеристики действ. лиц, образцовые соч., пл., темы, вопросы для уст. и письм. ответов, сведения из теории словесности, темы ученич. соч.).
- «Капитанская дочка». — Одесса: Наука, [1915]. — 70 с.; 18. — (Классная библиотека И. М. Гринцера).
- «Князь Серебряный» и Трилогия А. К. Толстого. — Одесса: Наука : Торг. д. М. Гальбрейх и М. Фиртековер, 1914. — 73 с.; 18. — (Подлин. тексты, крат. содерж., разборы избр. памятников рус. словесности, характеристики действующих лиц, образцовые соч., пл., темы, вопросы для уст. и письм. ответов, сведения из теории словесности, темы ученич. соч.).
- Комедии Гоголя. — Одесса: Наука, [1915]. — 39 с.;
- «Мертвые души». — Одесса: Наука, 1914. — 46 с.; 18. — (Подлин. тексты, крат. содерж., разборы избр. памятников рус. словености, характеристики действующих лиц, образцовые соч., пл., темы, вопросы для уст. и письм. ответов, сведения из теории словесности, темы ученич. соч.).
- «Недоросль» и «Бригадир». — Одесса: Наука, 1914. — 54 с.; 18. — (Подлин. тексты, крат. содерж., разборы избр. памятников рус. словесности, характеристики действующих лиц, образцовые соч., пл., темы, вопр. для уст. и письм. ответов, сведения из теории словесности, темы ученич. соч.). едения из теории словесности, темы ученич. соч.).
- «Обломов». — Одесса: Наука, 1914. — 72 с.; 18. — (Подлин. тексты, крат. содерж., разборы избр. памятников рус. словесности, характеристики действующих лиц, образцовые соч., пл., темы, вопр. для уст. и письм. ответов, сведения из теории словесности, темы ученич. соч.).
- «Письма русского путешественника» и повести Карамзина. — Одесса: Наука, 1914. — 47 с.;
- Подробные решения и объяснения всех алгебраических задач первых и вторых номеров Н. А. Шапошникова и Н. К. Вальцова : Ч. −2 / И. М. Гринцер. — Одесса: М. А. Миньковский, 1910—1911. — 24.
- Темник-хрестоматия : Сб. соч. с пл. Ч. 4- / И. М. Гринцер. — Одесса: Наука, 1913. — 23.
  - Отвлеченные темы. Выпуск I
  - Отвлеченные темы. Выпуск II
- Подробные решения и объяснения всех алгебраических задач А. К. Клионовского : (По послед. изд.) : Повтор. курс. 5, 6, 7 и 8 кл. гимназий / И. М. Гринцер (препод. математики). — Одесса: М. А. Миньковский, 1910. — 244 с.:
- Ключ к французскому учебнику Октава Класса «Cours préparatoire» : (Курс приготов.) / Сост. И. Гр-ъ [Гринцер]. — Одесса: Наука, 1914. — 45 с.;
- Новейшие программы женских гимназий и прогимназий Министерства народного просвещения и Правила для учениц гимназий, для лиц женского пола, поступающих в гимназию, экзаменующихся на свидетельство за несколько классов и для готовящихся к окончательным испытаниям : (Со всеми послед. доп. и разъяснениями) / Сост. И. М. Гринцер. — Одесса: Наука, 1914 (обл. 1913). — 114,
- Подробные решения и объяснения всех алгебраических задач первых и вторых номеров Н. А. Шапошникова и Н. К. Вальцова : Ч. −2 / И. М. Гринцер. — Одесса: М. А. Миньковский, 1910—1911. — 24. Прогрессии; Логарифмы и их применение; Дополнительные статьи; Смешанные задачи : (Всего 1060 задач). — 1911. — 364 с.
 И многие др.